# Okultyzm
Ten artykuł opisuje teorie, metody lub czynności niezgodne ze współczesną wiedzą naukową.
Okultyzm (łac. occulere – „skrywać”) – zespół poglądów i wierzeń o istnieniu niepoddających się naukowym obserwacjom istot, mocy i możliwości ukrytych we wszechświecie i człowieku, wierzenia o wychodzących poza poznanie zdolnościach ludzkich i ich podporządkowaniu, związane z tymi wierzeniami magiczne rytuały, praktyki medytacyjne, a także synonim ezoteryki. Termin okultyzm ma często znaczenie pejoratywne.
Okultyzm to dziedzina pseudonaukowa.

## Przedmiot badań okultyzmu

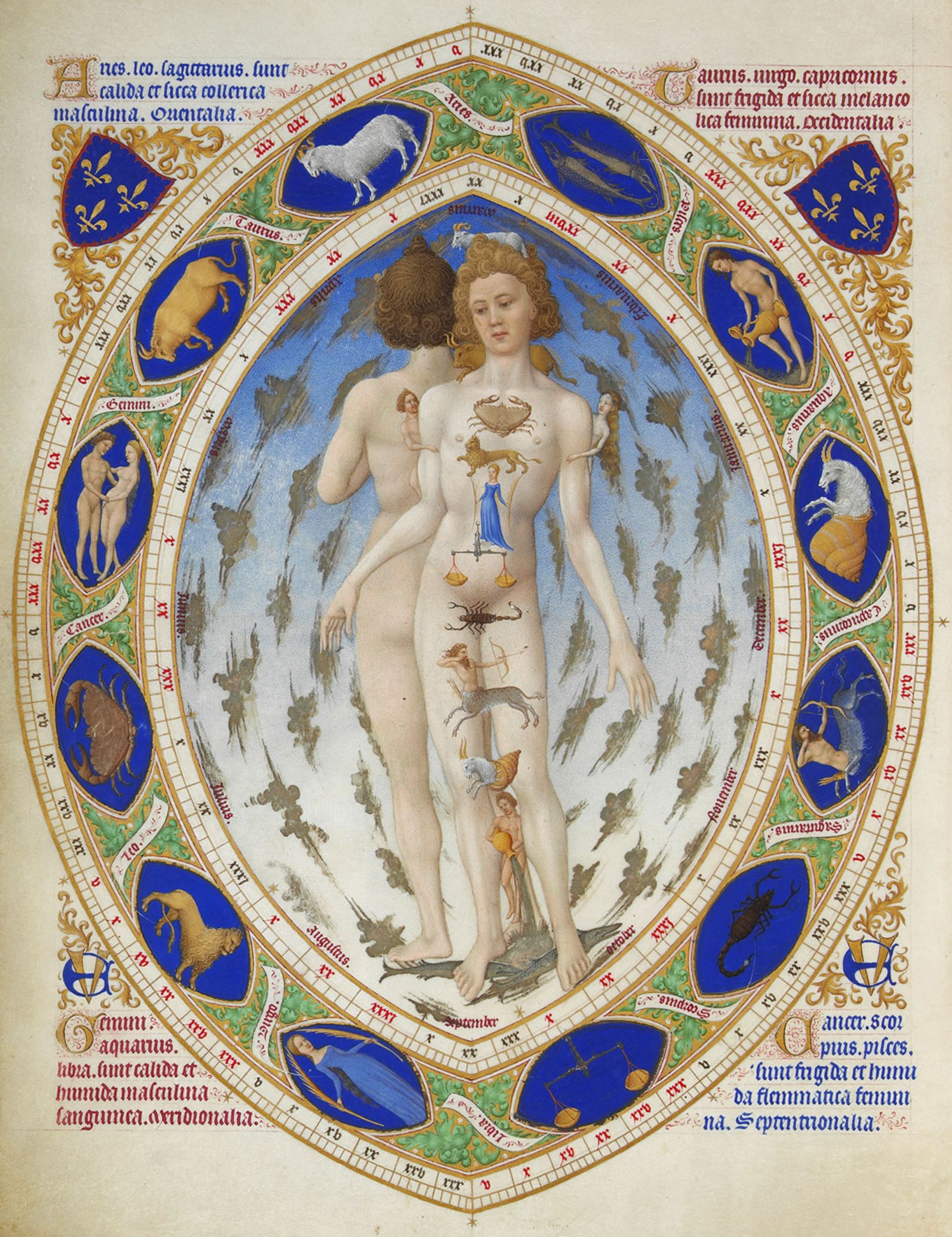
Człowiek zodiakalny, miniatura braci Limbourg z Bardzo bogatych godzinek księcia de Berry (XV wiek)

W szerszym znaczeniu terminem okultyzm określa się gnozę, magię i mistykę. Okultyzm w znaczeniu systemu wiedzy zajmuje się światem i człowiekiem, przy czym przedmioty badań w tym przypadku podzielone są na dwie triady: makrokosmos – świat duchowy, świat astralny, świat eteryczno-fizyczny oraz mikrokosmos – duch, dusza, ciało. Okultyzm w znaczeniu praktyk rytualnych, medytacyjnych i ćwiczeniowych umożliwia poznanie i korzystanie z własnych mocy i mocy istot nadnaturalnych dzięki systematyzacji myśli, uczuć, ćwiczeń wolitywnych i odczuć fizjologicznych. W tym przypadku to człowiek jest narzędziem poznawczym. Okultyzm, zajmujący się niewidocznymi dla zmysłów istotami, różni się w ich badaniu od religii tym, że dąży najpierw do ich poznania (gnoza) wraz z późniejszym wolitywnym oddziaływaniem na nie (magia).

## Okultyzm a nauka
Niektórzy zwolennicy okultyzmu wskazują, że ma podobną do innych nauk metodologię, opierającą się na obserwacjach i eksperymencie, w wyniku czego powstają hipotezy, teorie i modele świata, nacechowane spirytualizmem, realizmem, holizmem, przedstawiające wielopoziomowe byty, hierarchie istot, w tym ludźmi, którzy mogą się rozwijać w nieskończoność. Punktem styczności religii i okultyzmu są gnostyczne lub mistyczne doświadczenia wewnętrzne. Okultyzm przyczynił się do powstania niektórych nurtów filozoficznych, poprzez astrologię miał wpływ na astronomię, poprzez alchemię – na chemię.
Okultyzm uprawiano w starożytności (magowie wschodni, Apoloniusz z Tiany), średniowieczu (Albert Wielki), epoce renesansu (Paracelsus, Heinrich Cornelius Agrippa, Johann Georg Faust) i baroku (różokrzyżowcy), w oświeceniu (Saint-Germain, Alessandro di Cagliostro), w XIX–XX wieku (Eliphas Lévi, Helena Bławatska, Rudolf Steiner, Aleister Crowley). W XX wieku po części przedmiot badań okultyzmu został włączony do parapsychologii.
Wierzenia okultystyczne są przedmiotem badań naukowych. Badania nad ezoteryką podejmowane np. przez Polskie Stowarzyszenie Badań nad Zachodnim Ezoteryzmem, mającą siedzibę na Uniwersytecie Jagiellońskim w Krakowie.

## Okultyzm a sztuka

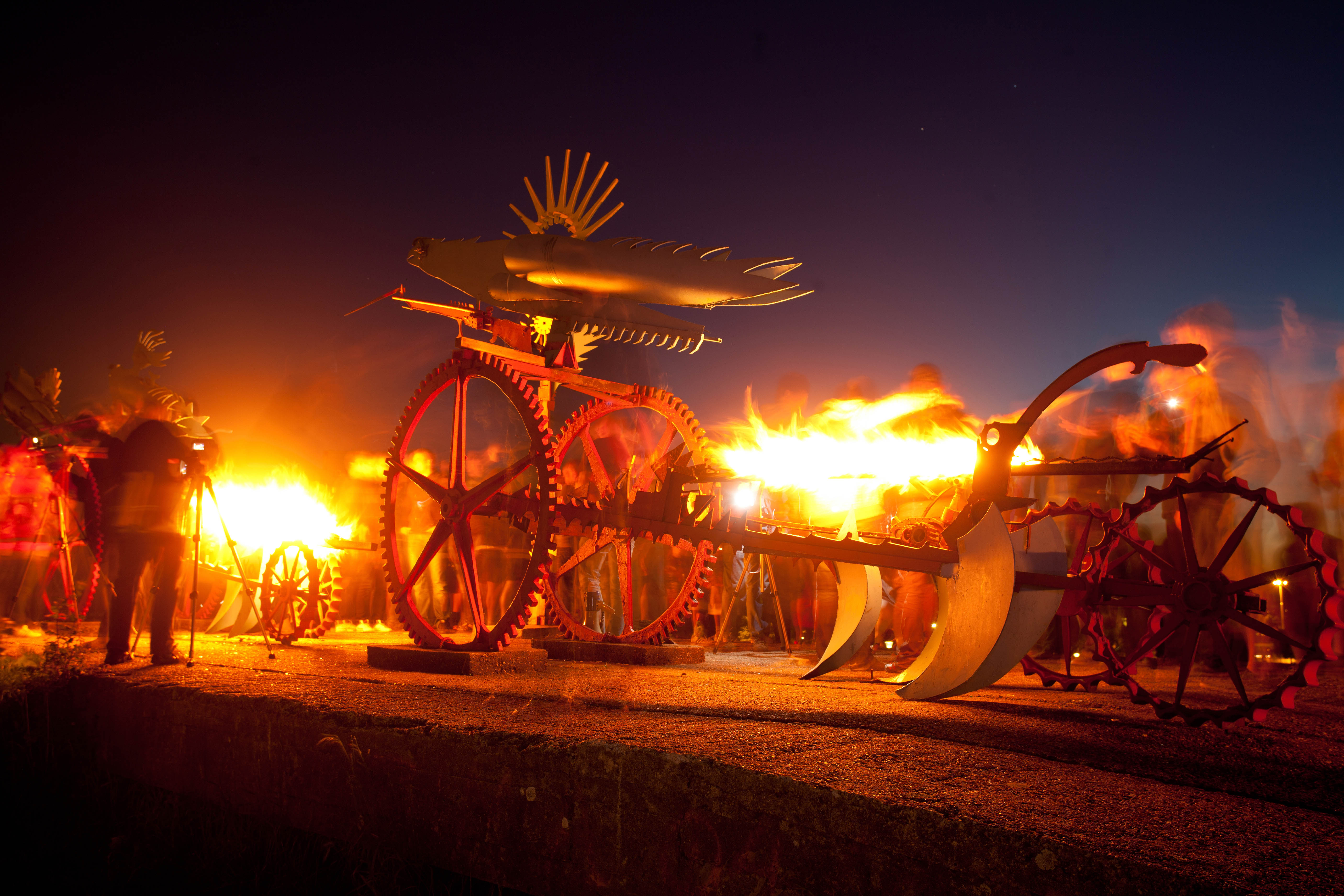
Płomienne Ptaki – Władysława Hasiora w Koszalinie

Okultyzm pojawia się między innymi w twórczości Williama Blake'a, Austina Osmana Spare, Paula Laffoley, Teofila Ociepki, Andrzeja Urbanowicza, Władysława Hasiora i Marka Kijewskiego.

## Okultyzm praktyczny
Z okultyzmem związane jest wiele systemów medytacyjnych i ćwiczeń skierowanych na:
1. Dezintegrację osobową spójności człowieka, dzięki dokonaniu przekształceń w jego sferach (biologicznej, kulturowej, społecznej) oraz przemianom sfer wartości i sensu. W tym rodzaju ćwiczeń okultystycznych człowiek kieruje proces poznawczy na siebie, przechodząc od postawy ekstrawertycznej do introwertycznej,
2. Reintegrację sfer człowieka na wyższym poziomie rozwoju, wprowadzenie jednostkowej antycypacji (która w następnym etapie ćwiczeń przekształca się w kolektywną). W tym przypadku człowiek, początkowo o statusie ontycznym, wzbogaca się o duchowość, czego następstwem jest zgłębienie poznania aksjotycznego aspektu świata (tj. związanego z wartościami) i rozwinięcie możliwości kulturotwórczych. W przypadku tych ćwiczeń poznanie następuje wszerz i w głąb (przejście z postawy introwertycznej do ekstrawertycznej i synteza obu postaw)[7],

Okultyzm wyposaża okultystę w narzędzia pracy związane z przeróżnymi systemami magicznymi (np. kabała, goecja), medytacyjnymi (Yijing, Tarot) bądź wykorzystuje do swoich działań psychotronikę.